# NGC 2984
NGC 2984 (другие обозначения — IC 556, UGC 5200, MCG 2-25-25, ZWG 63.53, PGC 27838) — линзообразная галактика (S0) в созвездии Льва. Удалена от солнечной системы на расстояние около 90 мегапарсек, исходя из видимых размеров, её диаметр составляет примерно 18 килопарсек. Линейная поляризация в оптическом диапазоне оценивается в 1,0°±0,1°, что лишь незначительно выше среднего.
Открыта Уильямом Гершелем в 1784 году. Независимо от Гершеля, который указал координаты с ошибкой, галактику открыл Стефан Жавел в 1892 году, и его открытие попало в Индекс-каталог как IC 556.